# 車大任
車大任（1544年—1627年），字子仁，號春涵，湖廣寶慶府邵陽縣人，民籍，明朝政治人物。

## 生平
隆庆元年（1567年）丁卯科湖廣鄉試第三十六名。萬曆八年（1580年），登進士第三甲第一百三十一名。工部觀政，本年授江西南豐縣知縣，十二年致仕。十四年降用，十五年降为平谷县典史，十六年升任遵化縣知縣，十八年升南京大理寺评事，升寺正，二十一年升南京礼部郎中，二十三年升福建福州府，二十六年丁憂归乡。二十九年起补浙江嘉興府知府，三十一年（1603年）四月擢浙江按察司副使，分巡浙西，整飭嘉湖兵備。三十四年五月升浙江布政使司右參政，三十六年乞终养，三十七年养病，三十八年正月考察免官。

## 著作
工詩文，有《囊螢閣正續集》40卷，《歸田集》10卷。

## 家族
曾祖父車憲；祖父車經，曾任省祭官；父親車承道，恩例冠帶。母王氏；前母盧氏。具庆下。弟大衡、大受。
弟車大敬，學者，不仕。子車以遵。孫車萬合，天啟解元。